# В свободном падении
Не следует путать с романом Уильяма Голдинга «Свободное падение».
«В свобо́дном паде́нии» (англ. Falling Free) — фантастический роман американской писательницы Лоис Буджолд, получивший премию «Небьюла» за лучший роман 1988 года. В хронологическом порядке для чтения — это первая книга из серии цикла Сага о Форкосиганах.

## Сюжет
События развиваются примерно за 200 лет до событий основного цикла.
В книге описывается генетический и социальный эксперимент корпорации «GalacTech» на орбитальной станции планеты Родео.
Квадди представляют собой существа, созданные посредством генетической модификации людей. Основное внешнее отличие: вместо пары ног — вторая пара рук. Нижняя пара рук несколько мощнее верхней. Кроме внешних отличий были произведены и другие генетические изменения, которые позволяют компенсировать неблагоприятные последствия длительного пребывания в космосе.
Эксперимент шёл достаточно успешно, пока не было объявлено о создании на Колонии Бета оборудования, способного генерировать искусственную гравитацию. Таким образом, квадди переставали иметь преимущество перед обычными людьми, и эксперимент было решено свернуть. Лео Граф становится организатором заговора против руководства компании с целью дать свободу квадди.

## Главные герои
- Лео Граф — инженер-сварщик обучал квадди сварному делу и помог им сбежать от корпорации «GalacTech».
- Силвер — девушка-квадди, одна из главных участниц заговора.